# Microbacia do rio do Antônio
A Microbacia do Rio do Antônio pertence à bacia hidrográfica do Rio de Contas. Está localizada na mesorregião do Centro-Sul do estado brasileiro da Bahia e possui área de 6.540 quilômetros quadrados.

## Formação
A Microbacia do Rio do Antônio é formada pelo Rio do Salto, Rio Paiol e rio do Antônio. O Rio do Salto e o Rio Paiol se encontram no município de Licínio de Almeida, dando origem ao Rio do Antônio, portanto, estes três rios são suas principais drenagens.  Abrange os municípios de Brumado, Rio do Antônio, Caculé, Guajeru, Malhada de Pedras e Licínio de Almeida — onde fica a nascente do Rio, que tem sua foz no Rio Brumado — e pertence à Bacia do Rio de Contas. Possui uma drenagem de 6.540 quilômetros quadrados. A microbacia está localizada na área conhecida como Polígono das Secas, região de Caatinga, onde tem baixa precipitação pluviométrica, tendo, portanto, atividade de subsistência agrícola e pecuária minimamente desenvolvidas, mas com prática de extração mineral considerável, destacando-se a cidade de Brumado.

## Consumo e degradação
Devido ao grande aumento da poluição por conta de lixo e esgoto lançados no rio e destruição das matas ciliares, a Bacia do Rio do Antônio vem sofrendo grande degradação ambiental. O uso inadequado de agrotóxicos pela população rural e o lançamento de manganês, magnesita e magnésio pelas mineradoras de Brumado, além de rejeitos minerais dos garimpos de ametista da cidade de Licínio de Almeida, são a principal causa da degradação da microbacia do Rio do Antônio. O principal município poluidor é Brumado, por ser a maior cidade e onde se concentra várias indústrias de mineração.
Outro fator que contribui para a degradação da microbacia é a construção de barragens, que são inevitáveis, pois a quantidade de chuvas na localidade é escassa, fazendo-se necessário a construção de grandes barragens, entre elas destaca-se a Barragem do Truvisco (a maior da microbacia) e do Comocoxico (a segunda maior), ambas localizadas nas imediações do município de Caculé; também as barragens de Rio do Antônio, de Guajeru, de Malhada de Pedras, da Magnesita S.A. e Barragem de Brumado. A barragem do Truvisco se localiza no Rio do Salto e foi construída como um projeto de irrigação que não deu certo, hoje, seu objetivo principal é, teoricamente, perenizar o Rio do Antônio, além de amenizar os efeitos da seca em outras cidades, abrindo as comportas, caso necessário. A barragem do Comocoxico, que fica no Rio Paiol, foi construída em consequência do aterro de uma ponte para passagem da Rede Ferroviária Federal (RFFSA) no município de Caculé. O objetivo principal da Barragem do Comocoxico é abastecer essa cidade.  A Barragem de Rio do Antônio abastece a cidade de Rio do Antônio, a Barragem de Guajeru abastece a cidade de Guajeru, a Barragem de Malhada de Pedras abastece a cidade de Malhada de Pedras e a Barragem de Brumado abasteceu a cidade até o ano de 2010. Além dessas barragens já citadas, existem outras de pequeno porte, são essas: Barragem do Periperi, Barragem de Pedra, Barragem do Espinheiro, Barragem de Cachoeirinha e Barragem de Cova das Mandiocas; todas elas atualmente abastece população rural.
Há esforços de ambientalistas locais para incentivar os governos e autoridades competentes a investir na despoluição do Rio do Antônio e recuperação da microbacia, porém, até agora, os esforços não produziram efeitos.